# Ali Daei
Ali Daei, född 21 mars 1969, är en iransk före detta fotbollsspelare. Han har även varit tränare för Irans landslag. Ali Daei anses vara den som gjort näst flest landskampsmål någonsin – 109 mål för Iran.
Han har en examen i metallurgi från Sharifs tekniska högskola. 
Ali Daei föddes i en azerbajdzjansk region i Iran Ardabil, och spelade i hemlaget Esteghlal Ardabil när han var 19 år. Han missade möjligheten att spela i den japanska ligan på grund av militärtjänsten. 
Han har bland annat gjort 4 mål mot Sydkorea och 8 mål mot Maldiverna under kvalificeringen för VM 1998.
Ali Daei var även den första att nå 100 mål i internationella sammanhang. Vilket betyder att han gått förbi den legendariska ungerska fotbollsspelaren Ferenc Puskás gamla rekord på 84 mål, och även legenden Pelé, 77 mål.
Efter att ha spelat för mindre ligalag: Taxirani och Bank Tejarat, kom han att spela för Persepolis (Pirouzi). När DSC Arminia Bielefeld tog plats i Bundesliga skrev de kontrakt med Daei och hans klubbkamrat Karim Bagheri. Många andra av Persepolis spelare skrev på för utländska klubbar samtidigt. Daei blev sedan handplockad av Franz Beckenbauer till Bayern München. Övergångssumman, fyra miljoner D-mark, var rekord för en asiatisk fotbollsspelare.